# アンドレ・マリー・ルフ
アンドレ・マリー・ルフ（Andre Marie Ruf）はフランスの模型原型師である。

## 経歴
1/43スケールで数々の自動車模型の原型を製作してきた。自らのブランドの模型メーカーを複数立ち上げた。キットはホワイトメタルを素材に使用する。

## 手がけたブランド
- ダンハウゼン
- エーエムアール　AMR  フランス
- ル・フェニックス　Le Phoenix  フランス
- Meri-BAM
- Toron
- Tins-Metal